# Badlands National Park
 For alternative betydninger, se Badlands.
Badlands National Park i det sydvestlige South Dakota i USA står for bevarelsen af 98.740 hektar (244.000 acres) kraftigt eroderede butter, tinder og toppe midt i den største beskyttede blandede prærie i USA. Badlands Wilderness beskytter 25.958 hektar (64.144 acres) af parken som vildmarksområde, og er stedet for genindførelsen af sortfodet ilder, den mest truede af landpattedyr i Nordamerika.
Stronghold-delen af nationalparken administreres i fællesskab med Oglala Lakota-stammen og omfatter lokaliteter for 1890'ernes åndedanse, en tidligere United States Air Force bombe- og skydebane, og Red Shirt Table, der er parkens højeste punkt på 1.020 meter (3.340 fod).
Nationalparken blev oprindeligt navngivet Badlands National Monument den 4. marts 1929, men blev ikke oprettet før den 25. januar 1939. Ifølge Mission 66-planen blev Ben Reifel Besøgscentret bygget til monumentet i årene 1957–58. Parken fik status som nationalpark den 10. november 1978. Nationalparken administrerer også den nærliggende Minuteman Missile National Historic Site.